# Carnaval de Viareggio
O Carnaval de Viareggio, que a cada ano atrai mais de 800 000 pessoas que se reúnem em Viareggio para assistir ao grande desfile de papier-maché flutuadores, chega a sua edição 137. Nascido como uma expressão popular da alma da cidade, como um acontecimento ritual que pontua a vida de seus habitantes, em Viareggio Carnaval vai tomando mais e mais, quase desde o seu nascimento, um forte valor para o turismo.
O Carnaval de Viareggio não é só o maior e mais espetacular evento italiano popular, mas também o repositório de uma herança e uma tradição que tem suas raízes em épocas distantes e culturas, capaz de aumentar a extraordinária capacidade criativa e de organização dos italianos no mundo.
O tema do evento é sempre a sátira, de cunho político e social.